# Пектоліт
Пектоліт (рос. пектолит; англ. pectolite; нім. Pektolith m) — мінерал, гідроксилсилікат натрію і кальцію ланцюжкової будови, гр. піроксеноїдів.

## Загальний опис
Від грецьк. «пектос» — міцно зв'язаний, щільний (Fr. von Kobell, 1828).
Синоніми: осмеліт, ратоліт, стеліт.
Хімічна формула: NaCa2Si3O8 (OH). Містить (%): CaO — 33,8; Na2O — 9,3; SiO2 — 54,2; H2O — 2,7.
Сингонія триклінна (іноді моноклінна). Кристалічні агрегати, часто радіально-променисті волокна.
Густина 2,7-2,9.
Твердість 5,0-5,5.
Безбарвний, білий або сірий.
Блиск скляний до шовковистого.
Зустрічається як вторинний мінерал у порожнинах базальтів разом з цеолітом, кальцитом та пренітом. Рідкісний.
Знахідки: Нае (земля Рейнланд-Пфальц, ФРН), Монцоні (Італія), Ейршир (Шотландія), Берґенфільд і Патерсон (штат Нью-Джерсі, США).

## Різновиди
Розрізняють:
- пектоліт магніїстий (різновид пектоліту, що містить до 5 % MgO);
- пектоліт манґанистий (різновид пектоліту, що містить до 5 % MnO);
- пектоліт цирконіїстий (розенбушит).